# 百八番烏龍大聖公媽廟
22°29′31″N 120°27′47″E / 22.492012°N 120.463099°E
百八番烏龍大聖公媽廟，是位於臺灣屏東縣新園鄉烏龍村的廟宇，以讓信徒轉動神像來祈求夫妻感情融洽或斷絕外遇的習俗聞名。

## 傳說
相傳烏龍庄曾有一對擁有「百八番」大片土地的夫妻，兩人感情很融洽，卻膝下無子嗣，資產後來傳予當地郭姓宗族。郭家人感念，遂為兩人蓋廟紀念，也留下讓信徒動手轉動夫妻神像的習俗。
由於年代久遠，連當地的人都不知道大聖公媽的真實姓名。

## 歷史
台灣日治時期的1935年，在南瀛佛教會《南瀛佛教》上刊載的李添春文章《臺灣に於ける動物崇拜》中，記載東港郡新園烏龍七九番地有一座大聖公廟，為道光七年（1827年）創立，廟面積六百五十坪，建坪十六坪，管理人是郭萬枝。除主祀大聖公之外，還配祀大聖媽，定期祭拜日是正月十九日。其創立的緣起是有郭姓民渡海來臺，努力蓄錢達數百日圓，卻不多久因病去世。同姓民眾商議準備二尊神像，安置在同族中某人家中祭祀。因二尊神像極為靈驗，只要祈願一次，一般的病都會痊癒。庄民們遂感其恩德便湊錢建立該廟，奉祀該二神像，並且每年定期舉行祭典。

## 祭祀
農曆正月十九為大聖公媽聖誕。
因此廟在當地奠基早，神明繞境時定先到該廟參拜。

## 習俗
與一般廟宇不能隨意移動神像不同，此廟最特殊的是神像可以移動。當地有習俗是若想祈求夫妻和睦相處，可至此廟擲得三次聖筊後，便可動手將大聖公媽夫妻這兩尊神像轉成面對面；若想斬斷外遇，就將神像轉為背對背。
神像轉向並沒無規定停留時間，假使有兩名信徒都擲筊獲同意，廟方會在第一位信徒移動後停留一陣子後，再移回原位，接著再幫第兩名信徒移動神像。在晚上，廟方不關廟門。有些怕家醜外揚的人，常利用清晨或深夜到此廟裡移動。有不少信徒都選擇在晚上或清晨移動，因此廟方每早上參拜時就會將神像歸位。此廟總幹事郭坤錄表示，把神像移動背對背的多數是妻子希望外遇的丈夫回心轉意。但轉成背對背的比率不高，大約只有1、2成。

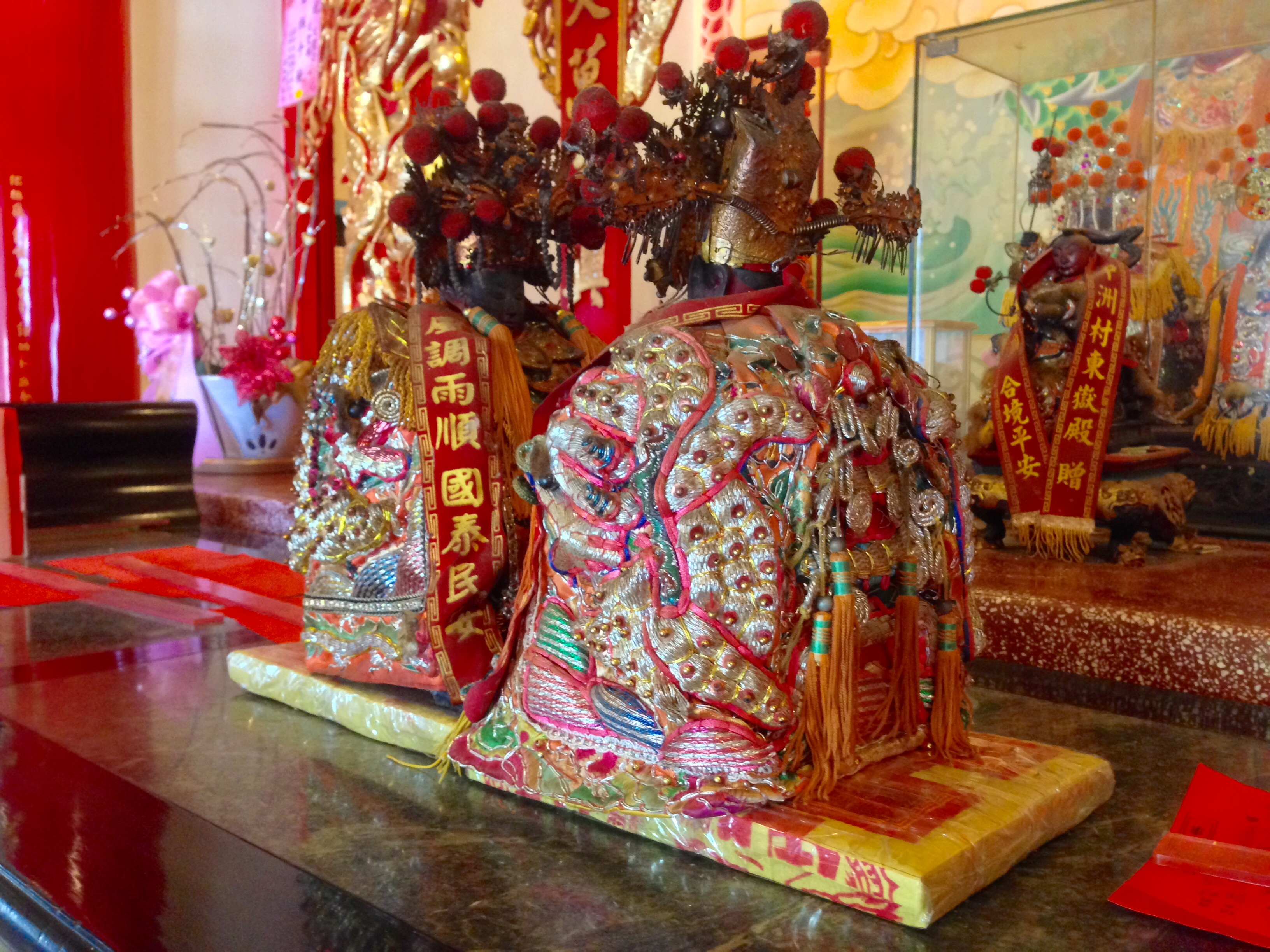
被轉成面對面的大聖公媽兩尊神像。

廟方人員表示曾有第三者的女子在情人節前夕前來，希望將神像轉成背對背，讓男子與其元配離婚，但無法擲出聖筊，最後潸然淚下，黯然含淚離去。
也有信徒來此廟此求姻緣。